# 73 (число)
73 (семьдесят три) — натуральное число, расположенное между числами 72 и 74.

## В математике
- Нечётное двузначное число
- 21-е простое число
- Любое натуральное число можно представить в виде суммы не более чем 73 шестых степеней натуральных чисел.
- Число 73 = 82 + 8 + 1 = 1118 — единственный простой восьмеричный репьюнит.
- 73 — самое большое из натуральных {\displaystyle d}, для которых кольцо целых поля {\displaystyle \mathbb {Q} ({\sqrt {d}})} евклидово.
- Число 73 = {\displaystyle 37_{22}} что является его зеркальным отражением
- Число 73 является 21-м простым числом, его зеркальное отражение 37 является 12-м простым числом, что в свою очередь зеркально по отношению к 21, а числа 7 и 3 при перемножении дают 21
- В двоичной системе исчисления число 73 выглядит 1001001, что является палиндромом
- Передача числа 73 азбукой Морзе также является палиндромом "тире-тире-точка-точка-точка"  "точка-точка-точка-тире-тире"

## В науке
- Атомный номер тантала

## В других областях
- 73 год; 73 год до н. э..
- ASCII-код символа «I».
- 73 — 1/5 часть от 365. Соответственно 73 дня — одна пятая часть невисокосного года.
- 73 — Код субъекта Российской Федерации и Код ГИБДД-ГАИ Ульяновской области.
- В любительской радиосвязи 73 заменяет фразу «наилучшие пожелания». Также особенные значения имеют 22, 72, 55, 88 и 99.
- 73 - любимое число Шелдона Купера из Теории Большого Взрыва